# Chinoperla nigriceps
Chinoperla nigriceps är en bäcksländeart som först beskrevs av Banks 1914.  Chinoperla nigriceps ingår i släktet Chinoperla och familjen jättebäcksländor. Inga underarter finns listade i Catalogue of Life.